# Государственный театр для детей и юношества «Саби»
Государственный театр для детей и юношества «Саби» — исторический театр Республики Северная Осетия-Алания, расположенный в столице республики, в городе Владикавказ. Театр был основан в 1938 году. Название этого театра происходит от осетинского слова «Саби», что означает ребёнок, дитя, малыш. Находится по адресу: улица Маркуса, 56/ улица Титова, 13.
Театр располагается в здании, которое в дореволюционное время называлось «Зрелищное здание». В настоящее время является памятником архитектуры, объектом культурного наследия России и культурного наследия Северной Осетии.

## История

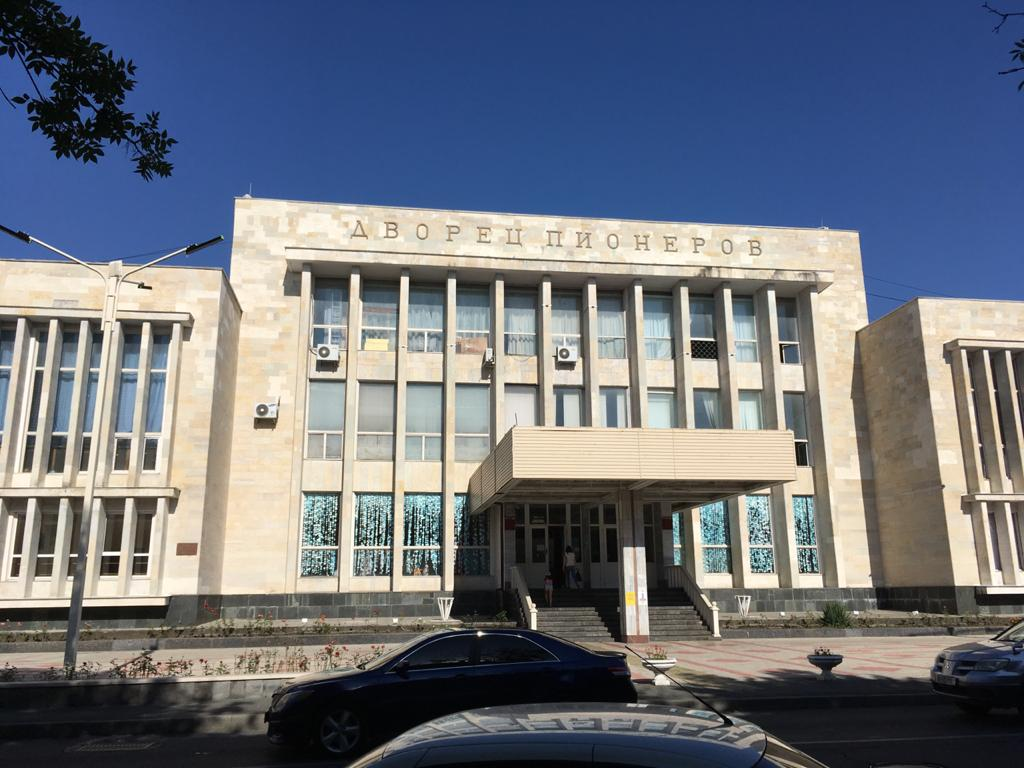
Дворец пионеров, г. Владикавказ

Театр был основан в 1938 году. Открылся и начал свою деятельность 25 июня 1940 года. Первый спектакль «Колобок» (автор Е. Данько, режиссёр К. П. Волков, художник Е. Айвазова) состоялся во Дворце пионеров, который существует по сегодняшний день. Первые несколько лет все постановки были только на русском языке, и только с 1958 года спектакли на осетинском языке стали обязательной частью репертуара театра. Театр востребован в РСО — Алания, в связи с чем много раз являлся лауреатом различных международных фестивалей. Здание, в котором расположен театр «Саби» — это исторический памятник архитектуры, который проектировал архитектор Иван Васильевич Рябикин ещё в 1914 году.
В театре успешно работали режиссёры Н. Терский, М. Цаликов, В. Былков, М. Гаев, Р. Бекоева, А. Заоева, В. Земцов, З. Даурова; актёры: В. Моргунов, Е. Зубина, З. Кисилева, З. Огурешникова, В. Рамонов, З. Плиева, А. Цирихов, В. Ашихмин, М. Златник; композиторы и музыканты: В. Горелов, В. Голоурный, А. Бериев, Ю. Устинов, О. Ушаков, Ж. Плиева, художники: М. Лысов, О. Малтызова, М. Хетагуров. 
М. Хетагуров — заслуженный деятель искусств РСО-А, участник многочисленных выставок театральных художников СССР, РСФСР. Его куклы и эскизы к спектаклю «Близнецы» М. Тебиева экспонировались на выставке работ художников кукольных театров в Бухаресте, а макет и кукла к спектаклю «Тревога» С Плиева хранятся в музее Государственного театра кукол им. С. В. Образцова в Москве.
Во время Великой Отечественной войны труппа театра «Саби» выступала в разных военных госпиталях для поддержания духа солдат.
Многие артисты получили медали «За доблестный труд»: З. Кисилева, В. Чкалов, Е. Зубина, Н. Устинова, Е. Ядыкина
В 2020 году театру «Саби» исполнилось 80 лет.

## Руководство
Галаов Асланбек Анатольевич — руководитель Государственного театра для детей и юношества «Саби»

## Деятели искусства
- Елена Молодан
- Марина Разумова
- Марат Гудиев
- Асланбек Галаов
- Владимир Ашихмин
- Татьяна Ашихмина
- Руслан Гаджинов
- Алла Гаева
- Елена Гиоева
- С. Горяйнов
- Евгения Зубина
- Людмила Каретина
- Зинаида Киселева
- Чермен Козаев
- Виктор Мундиров
- Зоя Огурешникова
- Зарифа Плиева
- Георгий Пухов
- Владимир Рамонов
- П. Скляров
- В. Сланов
- Антон Тогоев
- Зарета Тхостова
- Наталья Филиппова (VI)
- Зара Хугаева
- Алибек Цирихов

## Награды
- Почетная грамота коллегии МК СССР
- Почетная грамота президиума Верховного Совета РСФСР
- Республиканская премия ВЛКСМ им. М. Камбердиева
- Грамота коллегии МК Болгарии "За большой вклад в развитие творческих связей между Республикой Северная Осетия и Кырджалийским округом